# Campeonato Russo de Futebol de 1998
O Campeonato Russo de Futebol de 1998 foi o sexto torneio desta competição. Participaram dezoito equipes. O campeão e o vice se classificam para a Liga dos Campeões da UEFA de 1999-00. O terceiro colocado se classifica para a Copa da UEFA de 1999-00. Dois clubes caem e dois são ascendidos. Os clubes FC Fakel Voronej , FC Lokomotiv Níjni Novgorod e FC KAMAZ Naberezhnye Chelny foram rebaixados na temporada passada. 

## Participantes
| Equipe                       | Cidade           | Região                  | No ano anterior                                                  | Estádio                        | Capacidade | Títulos                         | Participações |
| ---------------------------- | ---------------- | ----------------------- | ---------------------------------------------------------------- | ------------------------------ | ---------- | ------------------------------- | ------------- |
| PFC CSKA Moscovo             | Khamovniki       | Moscovo                 | Décimo Segundo Lugar                                             | Estádio Lujniki                | 81.000     | 0 (não possui)                  | 7             |
| Spartak Moscovo              | Presnensky       | Moscovo                 | Campeão                                                          | Estádio Lujniki                | 81.000     | 5 (1992, 1993, 1994, 1996,1997) | 7             |
| Torpedo Lujniki Moscovo      | Danilovsky       | Moscovo                 | Décimo Primeiro Lugar                                            | Estádio Lujniki                | 81.000     | 0 (não possui)                  | 7             |
| Dínamo Moscovo               | Aeroport         | Moscovo                 | Terceiro Lugar                                                   | Estádio Dínamo de Moscou       | 36.540     | 0 (não possui)                  | 7             |
| FC Alania Vladikavkaz        | Vladikavkaz      | Ossétia do Norte-Alânia | Vice Campeão                                                     | Estádio Republicano do Spartak | 32.464     | 1 (1995)                        | 7             |
| Lokomotiv Moscovo            | Preobrazhenskoye | Moscovo                 | Quinto Lugar                                                     | Estádio Lokomotiv de Moscou    | 30.000     | 0 (não possui)                  | 7             |
| FC Rotor Volgogrado          | Volgogrado       | Oblast de Volgogrado    | Vice Campeão                                                     | Estádio Central                | 32.120     | 0 (não possui)                  | 7             |
| FC Krilia Sovetov Samara     | Samara           | Oblast de Samara        | Sétimo Lugar                                                     | Estádio Metallurg              | 33.320     | 0 (não possui)                  | 7             |
| FC Jemtchujina               | Sóchi            | Krai de Krasnodar       | Décimo Quarto Lugar                                              | Estádio Central de Sóchi       | 12.500     | 0 (não possui)                  | 6             |
| FC Rostselmash Rostov do Don | Rostov do Don    | Oblast de Rostov        | Décimo Terceiro Lugar                                            | Estádio Rostselmash            | 15.840     | 0 (não possui)                  | 6             |
| FC Chernomorets Novorossisk  | Novorossisk      | Krai de Krasnodar       | Sexto Lugar                                                      | Estádio Trud                   | 12.500     | 0 (não possui)                  | 4             |
| FC Zenit São Petersburgo     | Petrogrado       | São Petersburgo         | Oitavo Lugar                                                     | Estádio Petrovsky              | 21.570     | 0 (não possui)                  | 4             |
| FC Baltika Kaliningrado      | Kaliningrado     | Oblast de Kaliningrado  | Nono Lugar                                                       | Estádio Baltika                | 14.000     | 0 (não possui)                  | 3             |
| FC Tiumen                    | Tiumen           | Oblast de Tiumen        | Décimo Quinto Lugar                                              | Estádio Geolog                 | 13.057     | 0 (não possui)                  | 6             |
| FC Shinnik Iaroslavl         | Iaroslavl        | Oblast de Iaroslavl     | Quarto Lugar                                                     | Estádio Shinnik                | 22.000     | 0 (não possui)                  | 3             |
| FC Uralan Elista             | Elista           | Calmúquia               | Campeão do Campeonato Russo de Futebol de 1997 - Segunda Divisão | Estádio Uralan                 | 15.200     | 0 (não possui)                  | 1             |

## Regulamento
O campeonato foi disputado no sistema de pontos corridos em turno e returno em grupo único.  Ao final, dois são promovidos e dois são rebaixados.

## Primeira Fase
Spartak de Moscovo foi o campeão. Junto com o vice, CSKA, foi classificado para a Liga dos Campeões da UEFA de 1999-00.
Lokomotiv de Moscovo foi classificado para a Copa da UEFA de 1999-00 .
Baltika e Tiumen foram rebaixados para o Campeonato Russo de Futebol de 1999 - Segunda Divisão.

## Campeão
| Campeão Russo de 1998        |
| ---------------------------- |
| FC Spartak Moscovo 6° Título |